# Punggol
Pungool es un área de planificación y una nueva ciudad situada en la península de Tanjong Pungool en la región noreste de Singapur. La ciudad limita directamente con Sengkang al sur y comparte límites fluviales con el área de planificación de Seletar al oeste y Pasir Ris al este. La ciudad está delimitada al norte y al noreste por el estrecho de Johor, y Coney Island está incluida como parte del área de planificación de Punggol.
En el marco de la iniciativa Pungool 21, en 1996 se anunciaron planes para convertir la zona en una nueva ciudad residencial y el desarrollo de la ciudad comenzó en 1998. Debido a la crisis financiera asiática de 1997 y a los problemas financieros de la industria de la construcción en 2003, el plan no se materializó plenamente. En 2007, se presentó una nueva iniciativa, el plan Punggol 21-plus, para reconstruir la zona y convertirla en una ciudad costera.
Punggol se divide en 11 distritos: Canal, Coney Island, Crescent, Matilda, Northshore, Punggol Central, Punggol Field East, Punggol Field West, Punggol Downtown, Punggol Point y Waterway West.

## Etimología
Punggol Point o Tanjong Punggol aparece como Tanjong Rangon en el mapa de Singapur de Franklin y Jackson de 1828. Punggol, también escrito Ponggol, significa "lanzar palos a las ramas de los árboles frutales para derribarlos al suelo" en malayo . También podría referirse a un lugar donde se ofrecen al por mayor y se llevan frutas y productos del bosque. Estos posibles nombres sugieren que Punggol era un distrito frutícola. Se dice que el lugar toma su nombre del río Sungei Ponggol .
Ponggol también significa "un tocón de un árbol", especialmente "un tocón alto". Hay sugerencias de que el nombre del distrito se basa en el tamil (Pongal, "la fiesta del arroz hervido", que se celebra cuando el sol entra en el signo de Capricornio). Sin embargo, la palabra Ponggol o Punggol es definitivamente malaya.

## Historia

### Historia temprana

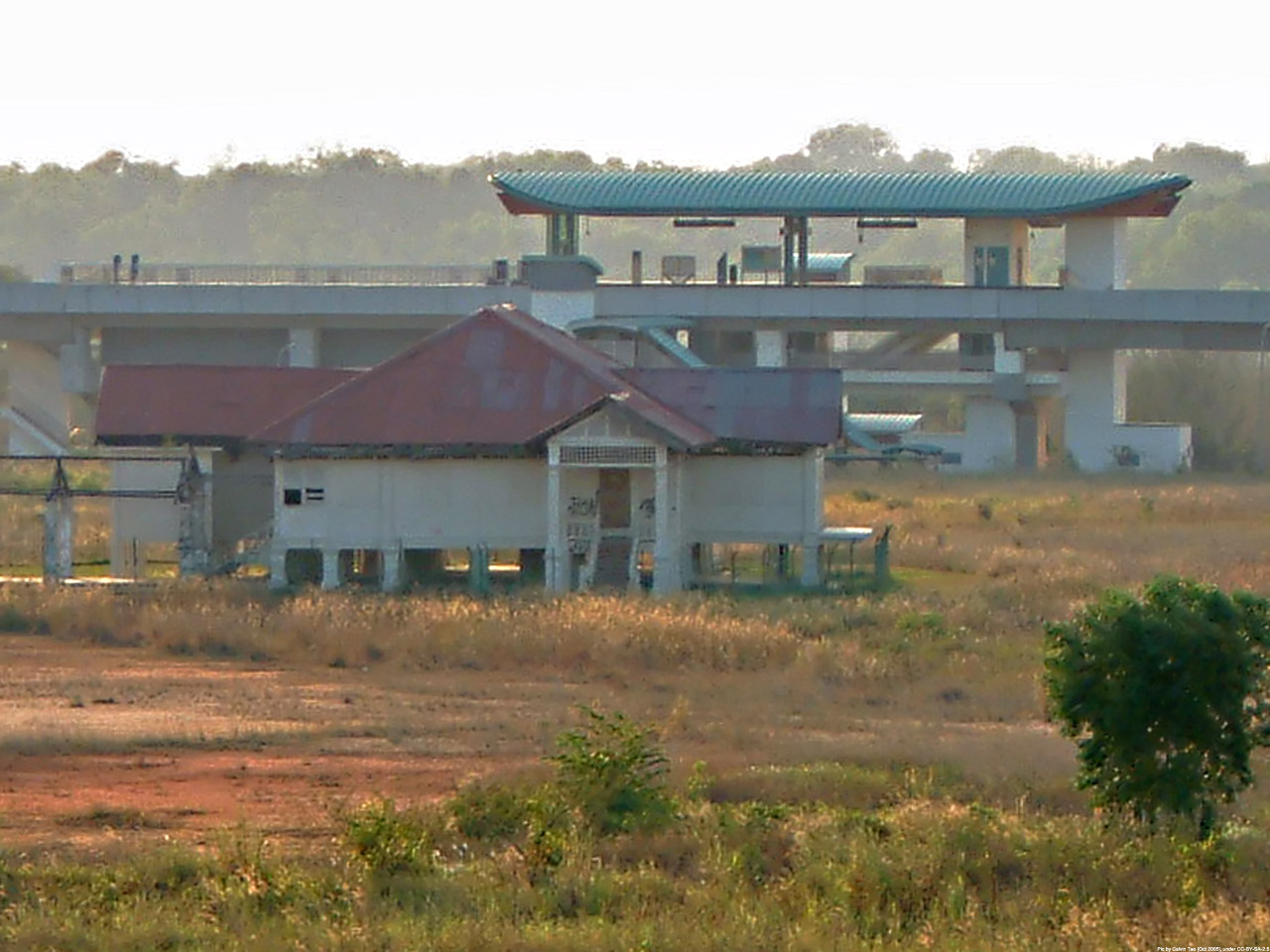
La línea LRT de Punggol West está ubicada en un entorno relativamente subdesarrollado en 2006. A partir de 2015 ya no es posible ver la estación LRT directamente desde este punto de vista. El área llana donde se muestra Matilda House se ha convertido en nuevos departamentos y condominios HDB.

Ubicado en las cercanías del embarcadero de Punggol, se cree que Punggol existía hace 200 años antes de que Sir Stamford Raffles fundara Singapur. El área de Punggol solía ser un distrito rural bien establecido, salpicado de casas de campo y estructuras agrícolas, que contaban con servicio de carreteras y caminos de tierra. Fue uno de los asentamientos más antiguos de Singapur. Los colonos originales eran predominantemente malayos . Los primeros inmigrantes chinos, que se establecieron en Punggol a partir de mediados del siglo XIX, se dedicaron al trabajo de plantaciones, principalmente de caucho. A medida que la población china aumentó, muchos aldeanos chinos se dedicaron a la cría de aves de corral, cerdos o peces, además de a la producción de productos agrícolas. La última granja de cerdos cerró en 1990. Las granjas de hortalizas hidropónicas no contaminantes y las granjas de orquídeas solían florecer a lo largo de Cheng Lim Farmways y Buangkok Farmways, junto con antiguos kampongs y áreas residenciales de poca altura. La mayoría de estas granjas han dado paso a los altos edificios HDB de Sengkang New Town y Punggol New Town.
Históricamente, Punggol estuvo poblado principalmente por teochews y católicos . Sin embargo, los colonos originales eran predominantemente malayos . Los teochews conocen el final de Upper Serangoon Road como kangkar u "orilla del río" o "desembocadura del río". En el río Serangoon se utilizaban transbordadores como transporte. Aquí también se encontraba un antiguo mercado. Los misioneros católicos llegaron aquí hace 140 años y establecieron iglesias y escuelas. En Tanjong Punggol también se puede encontrar un kampong malayo, que ya ha sido despejado. Al final de Punggol Port Road, pescadores indonesios y malasios subastaron sus capturas en el mercado mayorista de pescado.

### Segunda Guerra Mundial
Entre el 18 de febrero y el 4 de marzo de 1942, durante la Segunda Guerra Mundial, la Hojo Kempei (policía militar auxiliar), bajo la supervisión de la Kempeitai de Singapur, acorraló a civiles sospechosos de ser antijaponeses entre la población china de Singapur durante el Sook Ching. El 28 de febrero de 1942, entre 300 y 400 civiles chinos fueron asesinados en Punggol Point por los pelotones de fusilamiento de Hojo Kempei. Las víctimas formaban parte de alrededor de 1.000 hombres chinos que fueron detenidos previamente durante una búsqueda en la comunidad china que vive en Upper Serangoon Road.
El lugar fue declarado patrimonio nacional con una placa que conmemora a las víctimas de la masacre.

### Punggol en la posguerra
En la década de 1960, se introdujeron servicios básicos como agua potable, electricidad, caminos pavimentados y sistemas de drenaje a través de programas gubernamentales y de autoayuda. Fue también en esta época cuando la televisión se hizo popular y se podían ver antenas instaladas en los tejados de muchos kampongs.
Punggol también era conocido por sus suntuosos mariscos y sus barcos que brindaban servicios como atraque y alquiler de embarcaciones para paseos en bote, esquí acuático y lecciones de buceo . Estos restaurantes y puestos de mariscos fueron reubicados a mediados de los años 1990 para facilitar las obras de recuperación de tierras. Las granjas avícolas y porcinas también fueron eliminadas gradualmente cuando comenzó la reurbanización en la década de 1970. La última granja de cerdos cerró en 1990. Las tierras desocupadas por los agricultores reasentados fueron luego licitadas en arrendamientos de corto plazo para actividades agrícolas no contaminantes, que incluían granjas hidropónicas no contaminantes de hortalizas y orquídeas que solían florecer a lo largo de las rutas agrícolas de Cheng Lim y Buangkok. Estas granjas existían junto con antiguos kampongs y zonas residenciales de baja altura. Todas estas granjas han dado paso a los altos edificios HDB de Sengkang New Town y Punggol New Town.

### Punggol 21

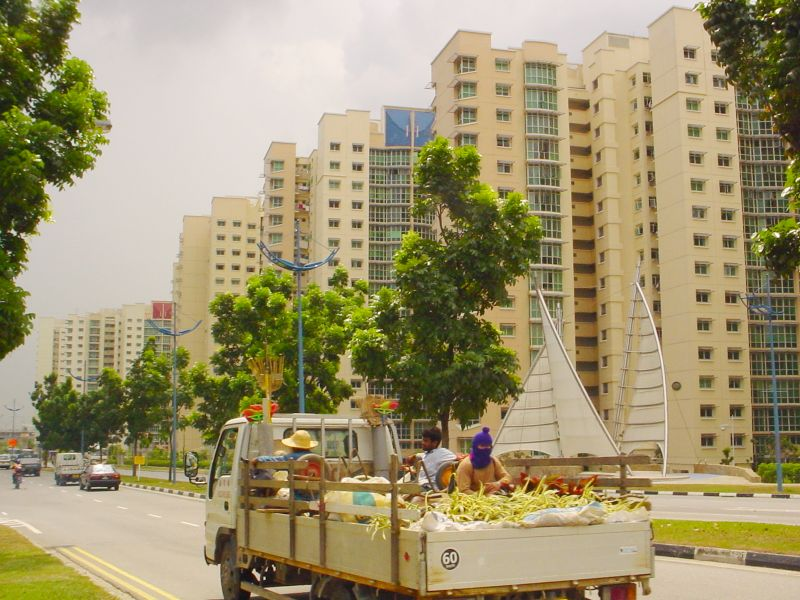
Punggol en 2002, con la primera fase del plan Punggol 21 completada

En su discurso del Día Nacional el 18 de agosto de 1996, el entonces Primer Ministro Goh Chok Tong anunció el plan del Gobierno de Singapur para desarrollar Punggol, conocido como "Punggol 21". Punggol 21 fue un nuevo modelo de vivienda, que presentaría un nuevo concepto de vivienda como modelo para las nuevas ciudades del siglo XXI. Tendría una mezcla de casas privadas y departamentos HDB de alta calidad agrupados en complejos más pequeños y con un diseño distintivo. Cada urbanización contendría entre 1,200 y 2,800 unidades, con una zona verde común para el vecindario. Cada unidad de vivienda estaría ubicada a 300 metros de la estación LRT más cercana. Las escuelas, bibliotecas y clubes comunitarios se agruparían para mayor comodidad, y habría tres centros comerciales, incluidos centros comerciales.
Unos meses después del discurso, Punggol 21, que en ese entonces formaba parte del distrito electoral de representación del grupo Cheng San, se convirtió en una zanahoria electoral para que el Partido de Acción Popular (PAP) venciera a un equipo del Partido de los Trabajadores liderado por JB Jeyaretnam y Tang Liang Hong. En las elecciones generales de 1997, el equipo de cinco hombres del PAP logró retener el GRC de Cheng San con el 54,8% de los votos válidos.
Sin embargo, Punggol 21 no se materializó plenamente ya que la economía de Singapur se vio afectada por la crisis económica asiática de 1997. Aunque la construcción comenzó al año siguiente, se detuvo cuando la demanda de nuevos pisos cayó bruscamente. Los planes se retrasaron nuevamente cuando la industria de la construcción en Singapur experimentó problemas financieros en 2003. Como resultado, hasta 2007 sólo se habían construido unas 16.000 viviendas de las 80.000 unidades previstas. En la zona solo había un centro comercial, Punggol Plaza, y no había instalaciones recreativas como cines o piscinas. Desde enero de 2016, se inauguró un segundo centro comercial en la zona, Waterway Point, y desde entonces se han planificado instalaciones recreativas dentro de la zona.

#### Punggol 21-plus

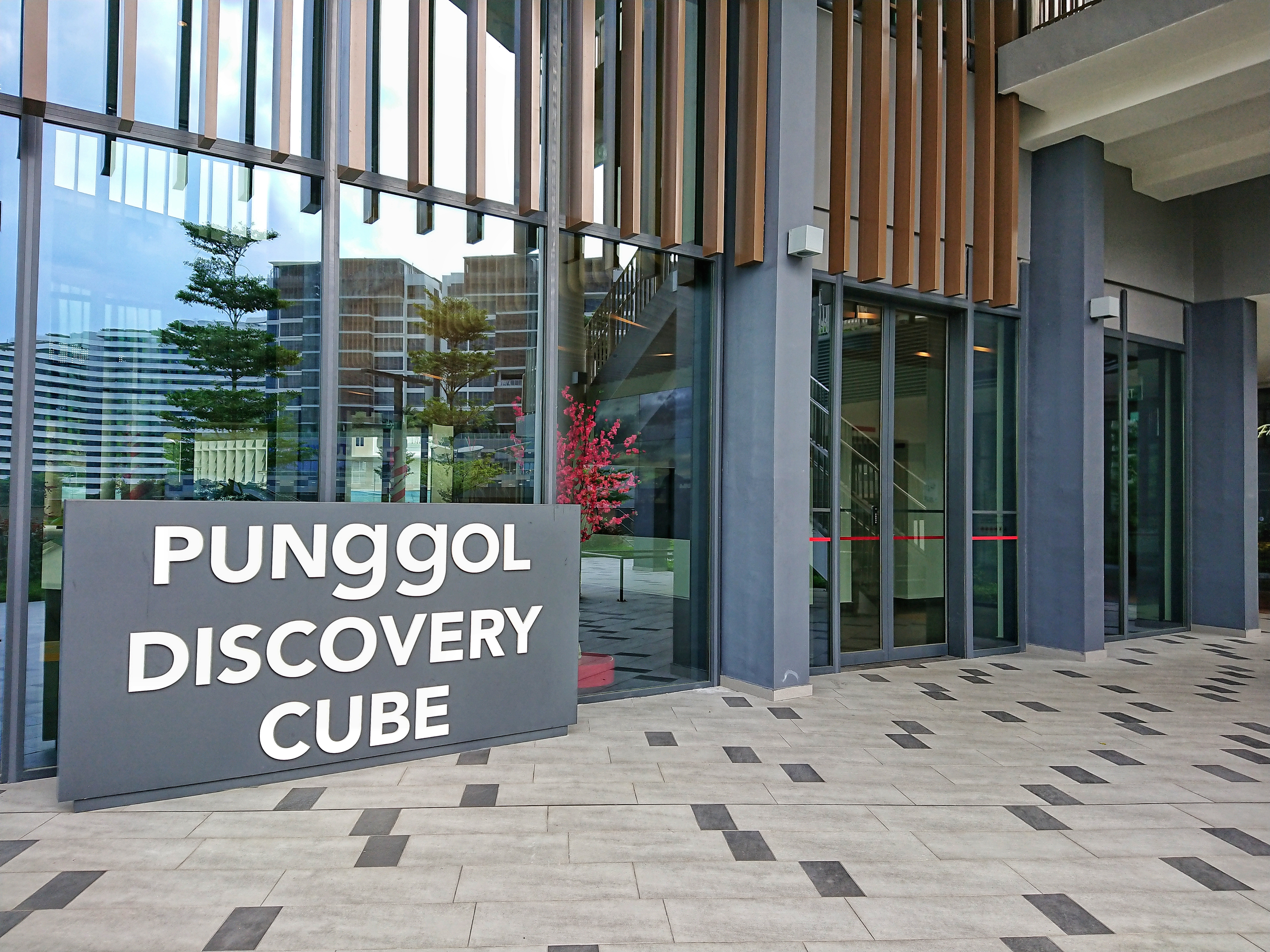
El Cubo de Descubrimiento de Punggol es un centro de visitantes para que los residentes y visitantes aprendan sobre la historia de Punggol.

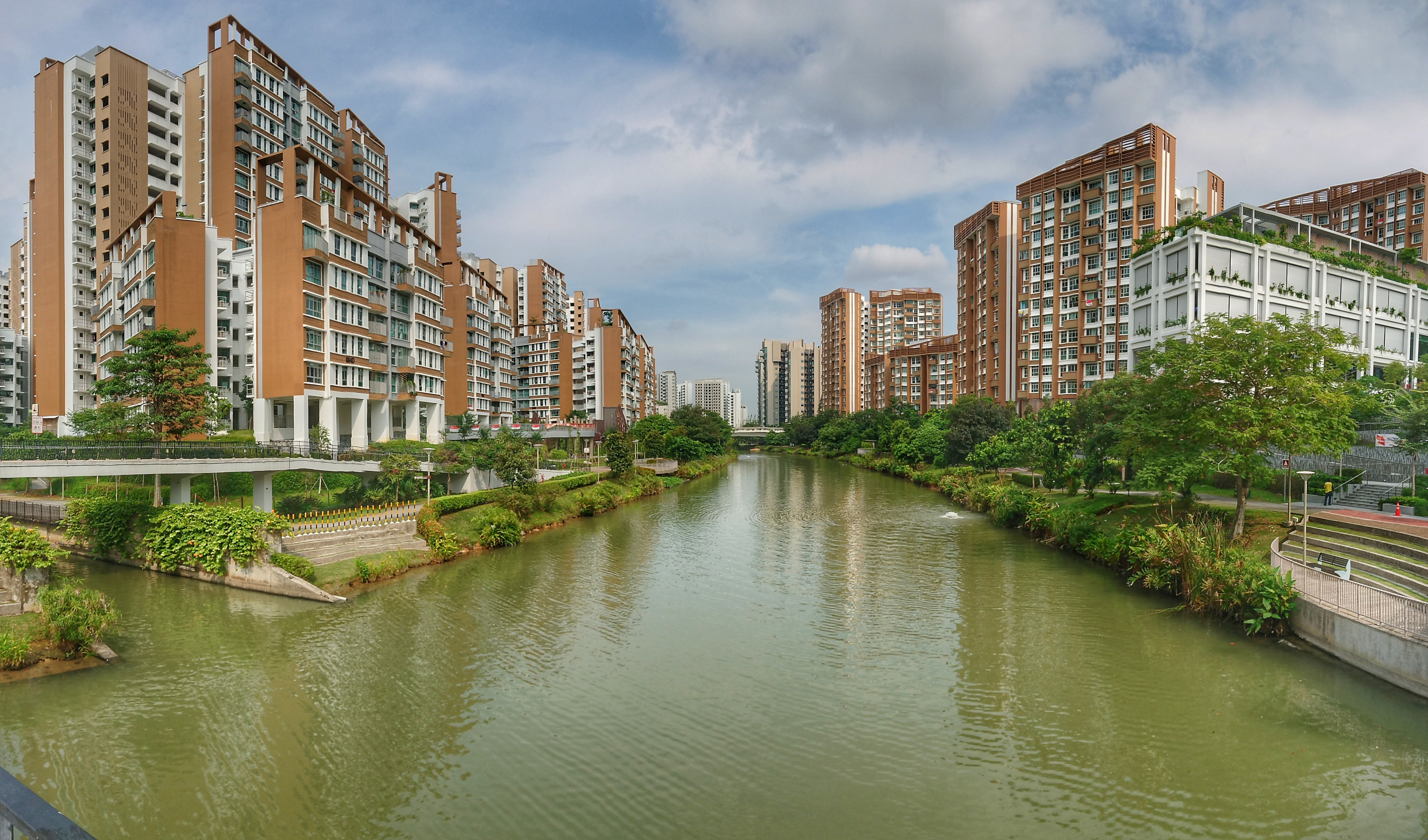
Waterway View es una de las nuevas urbanizaciones frente al mar del proyecto "Punggol 21-plus"

En su discurso del Día Nacional del 19 de agosto de 2007, el Primer Ministro Lee Hsien Loong ofreció una nueva visión para la Nueva Ciudad de Punggol y presentó el plan "Punggol 21-plus" para revitalizar la ciudad.
Según el nuevo plan, Sungei Punggol y Sungei Serangoon, que flanquean la ciudad, serán represados para crear un lago de agua dulce y servir como reservorio . Se planeó construir un canal artificial de 4,2 kilómetros de largo y entre 20 y 30 metros de ancho que atravesaría la finca, uniendo ambos ríos. Las obras comenzaron en 2009 y finalizaron el 26 de octubre de 2011. Cuando se construya, habrá instalaciones recreativas como deportes acuáticos para kayak y canoa, jardines y parques con pistas para correr y andar en bicicleta, jardines en la azotea, restaurantes para comer al aire libre y una isla flotante.
El proyecto "Punggol 21-plus" implica 18.000 nuevos apartamentos HDB y privados, y se construirán alrededor de 3.000 nuevos apartamentos en Punggol New Town cada año. Se proyecta que Punggol New Town tendrá 96.000 unidades cuando esté completamente desarrollado a largo plazo. Las viviendas frente al mar tendrán patios escalonados. En el frente marítimo norte habrá un paseo marítimo de unos 8.7 de longitud. También se ha planificado un desarrollo comercial y residencial integrado en la costa del centro de la ciudad, que se construirá en ambas orillas de la vía fluvial. El sitio para este proyecto se puso a la venta y se denominó Waterway Point con condominio – Watertown. También habrá otras instalaciones dentro del centro de la ciudad, que incluyen un club comunitario, una biblioteca regional y un centro de vendedores ambulantes en el futuro.
Punggol Central se convertirá en un bulevar arbolado con jardines. Coney Island, por otro lado, se abrió al público en 2015.

## Subdivisiones
| Subdivisión         | Población | Densidad de población (/km2) | Área (/km2)   |
| ------------------- | --------- | ---------------------------- | ------------- |
| Isla Coney          | 0         | 0                            | 1.33          |
| Matilda             | 52.200    | 36.761                       | 1.42          |
| Northshore          | 460       | 322                          | 1.43          |
| Punggol Canal       | 0         | 0                            | 1.11          |
| Punggol Field       | 48.960    | 35,478                       | 1.38          |
| Punggol Coast       | 0         | 0                            | Por confirmar |
| Punggol Town Centre | 22.260    | 18.098                       | 1.23          |
| Waterway East       | 50,580    | 34.644                       | 1.46          |
| Total               | 174.450   | 18.678                       | 9.34          |

Las subzonas indicadas en cursiva se encuentran actualmente en desarrollo.

## Comodidades

### Transporte

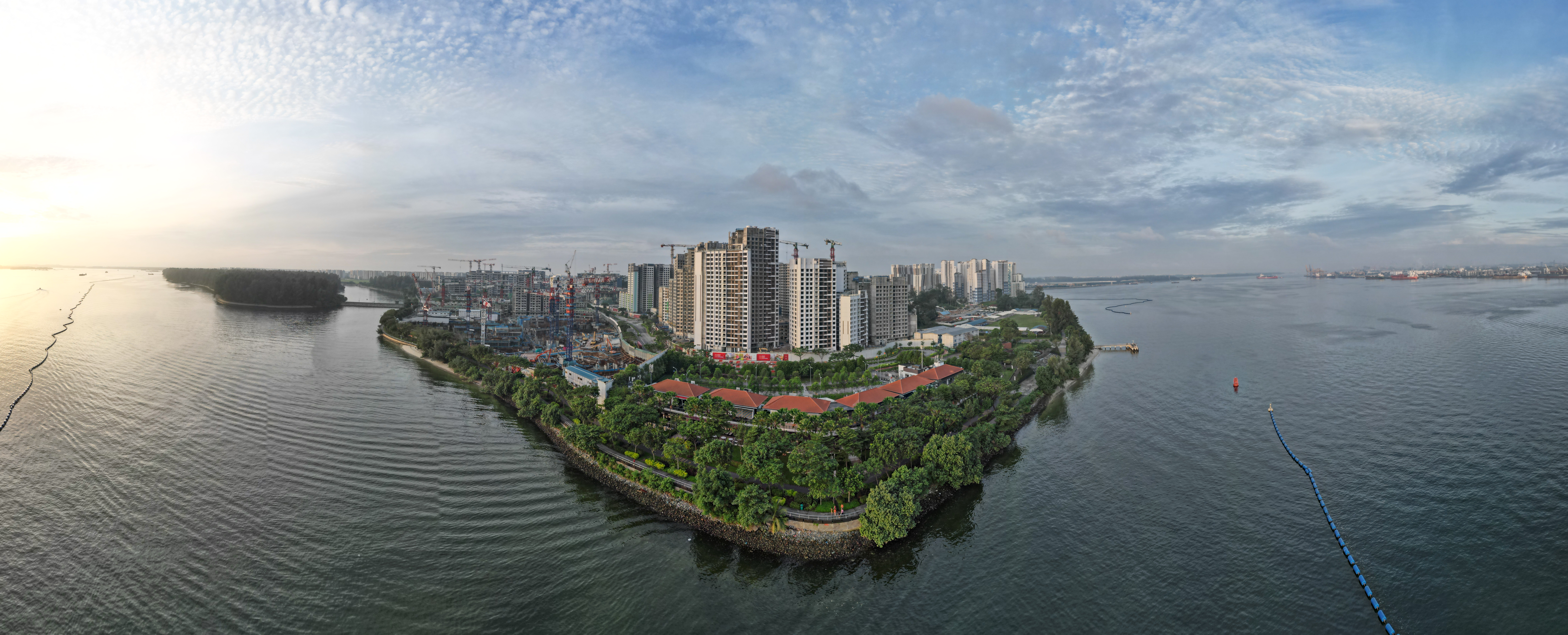
El parque Punggol Point junto al asentamiento de Punggol visto desde el estrecho de Johor

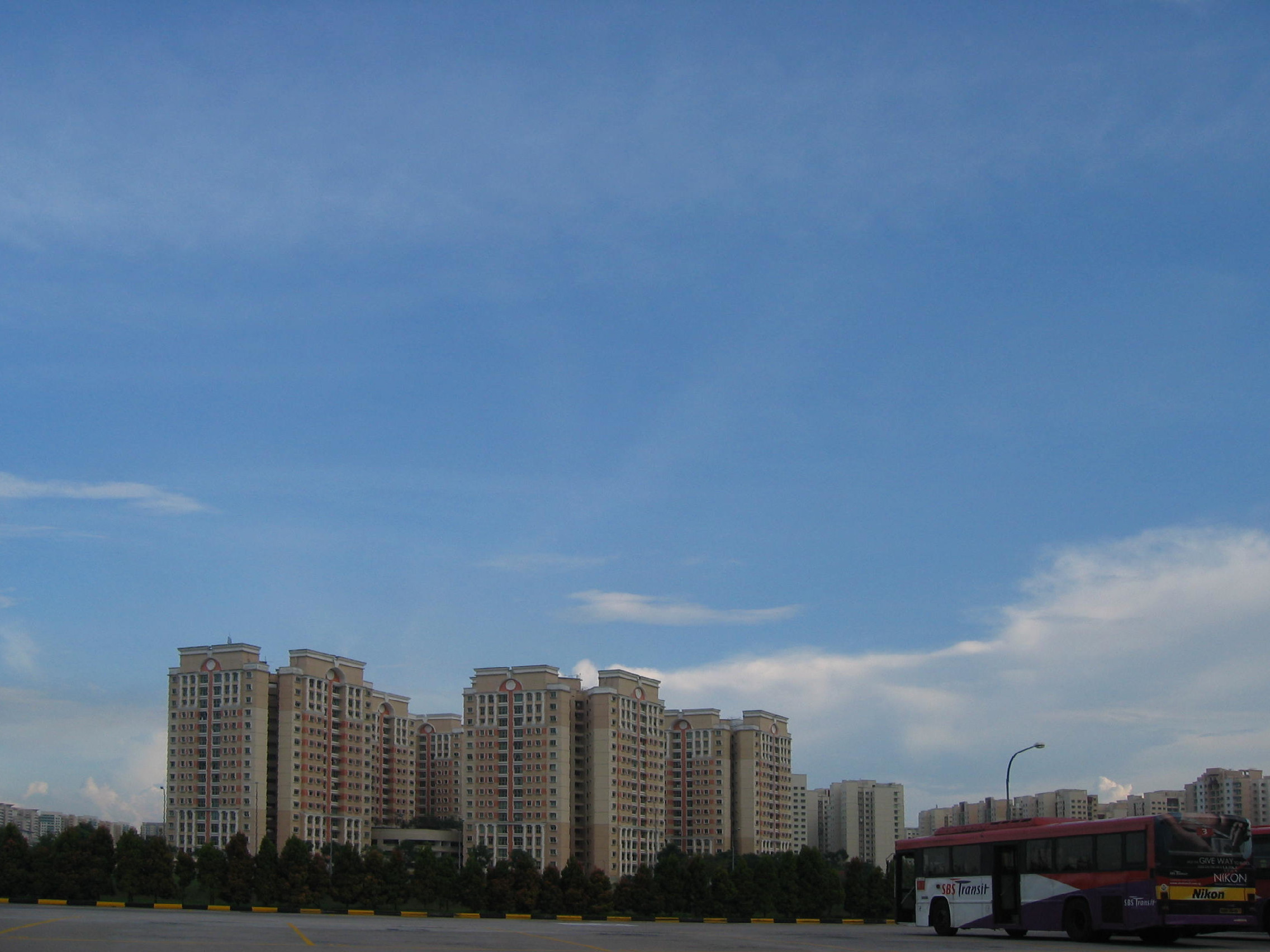
Intercambio de Punggol

Antes de la década del 2000, Punggol Road era la única carretera principal para llegar al resto de Singapur.
El desarrollo urbano en la zona se ha acelerado con la introducción de mejores opciones de transporte. La autopista Tampines (TPE) conecta Punggol New Town con la red de autopistas de Singapur. La autopista Kallang-Paya Lebar, que proporciona una ruta directa al área de la ciudad a través de TPE, se inauguró por completo en septiembre de 2008. También se construyeron nuevas carreteras para aliviar la congestión del tráfico en Punggol Road.
En términos de transporte público, la línea Noroeste se inauguró el 20 de junio de 2003, y el intercambiador temporal de autobuses de Punggol el 30 de noviembre de 2003. El circuito este de la línea LRT de Punggol comenzó a funcionar el 29 de enero de 2005, y el circuito oeste el 29 de junio de 2014, comenzando con las estaciones Nibong, Sumang y Soo Teck. Una estación adicional en la línea Noreste, Punggol Coast, comenzará a operar en 2024 y prestará servicio a los viajeros de Punggol North.

### Instalaciones comerciales
Plaza Punggol

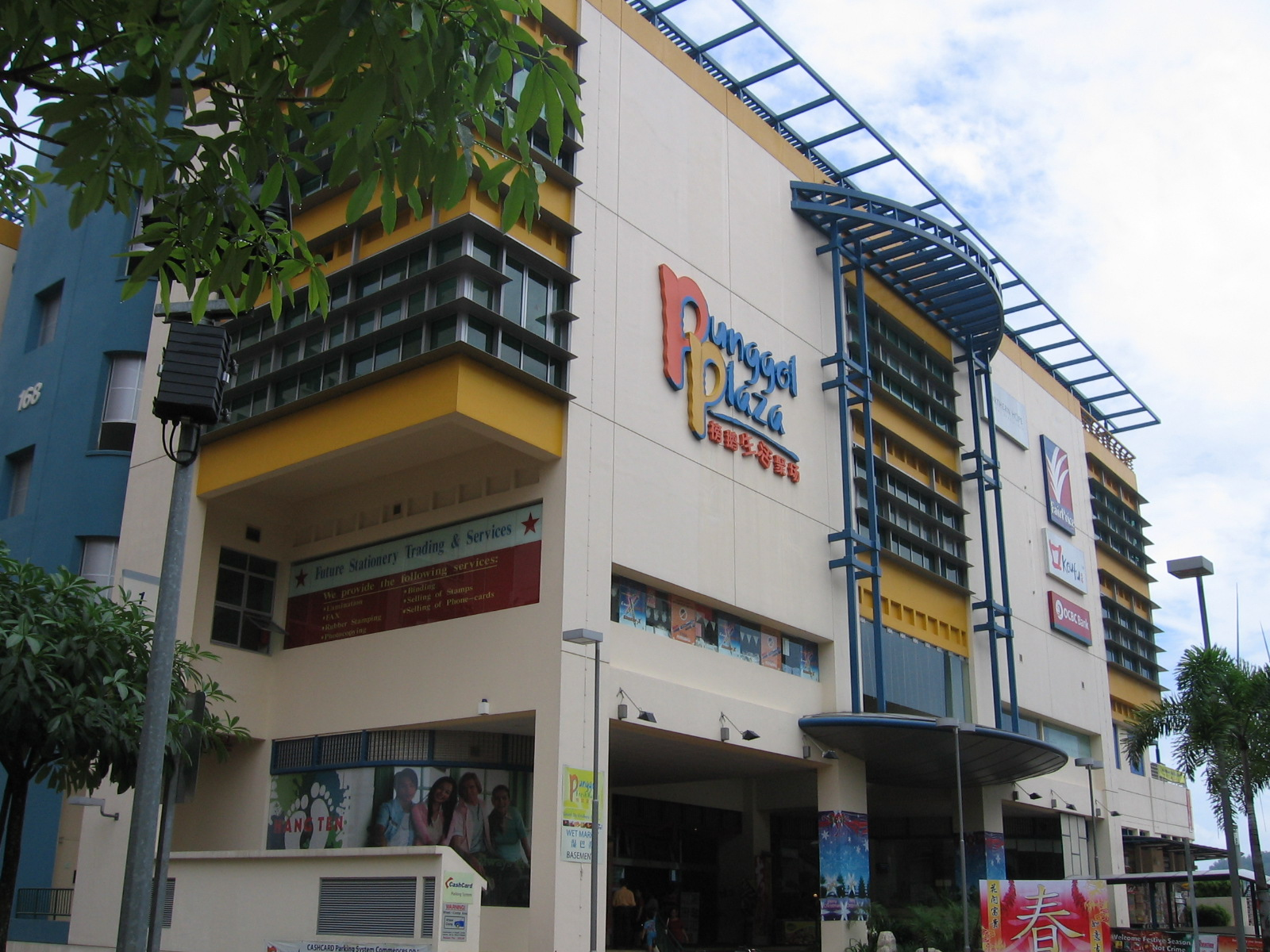
Plaza Punggol en enero de 2006

Ubicado estratégicamente cerca de la estación LRT Coral Edge, Punggol Plaza es el primer centro comercial en Punggol New Town. Inaugurado en septiembre de 2004, ofrece a los residentes la comodidad de satisfacer todas sus necesidades de marketing en un solo lugar, con un supermercado NTUC FairPrice ubicado en el tercer piso de la plaza y un patio de comidas operado por Koufu en la planta baja. Desde septiembre de 2004 se ofrecen servicios de transporte gratuitos entre Punggol Plaza y Sengkang New Town.
Waterway Point

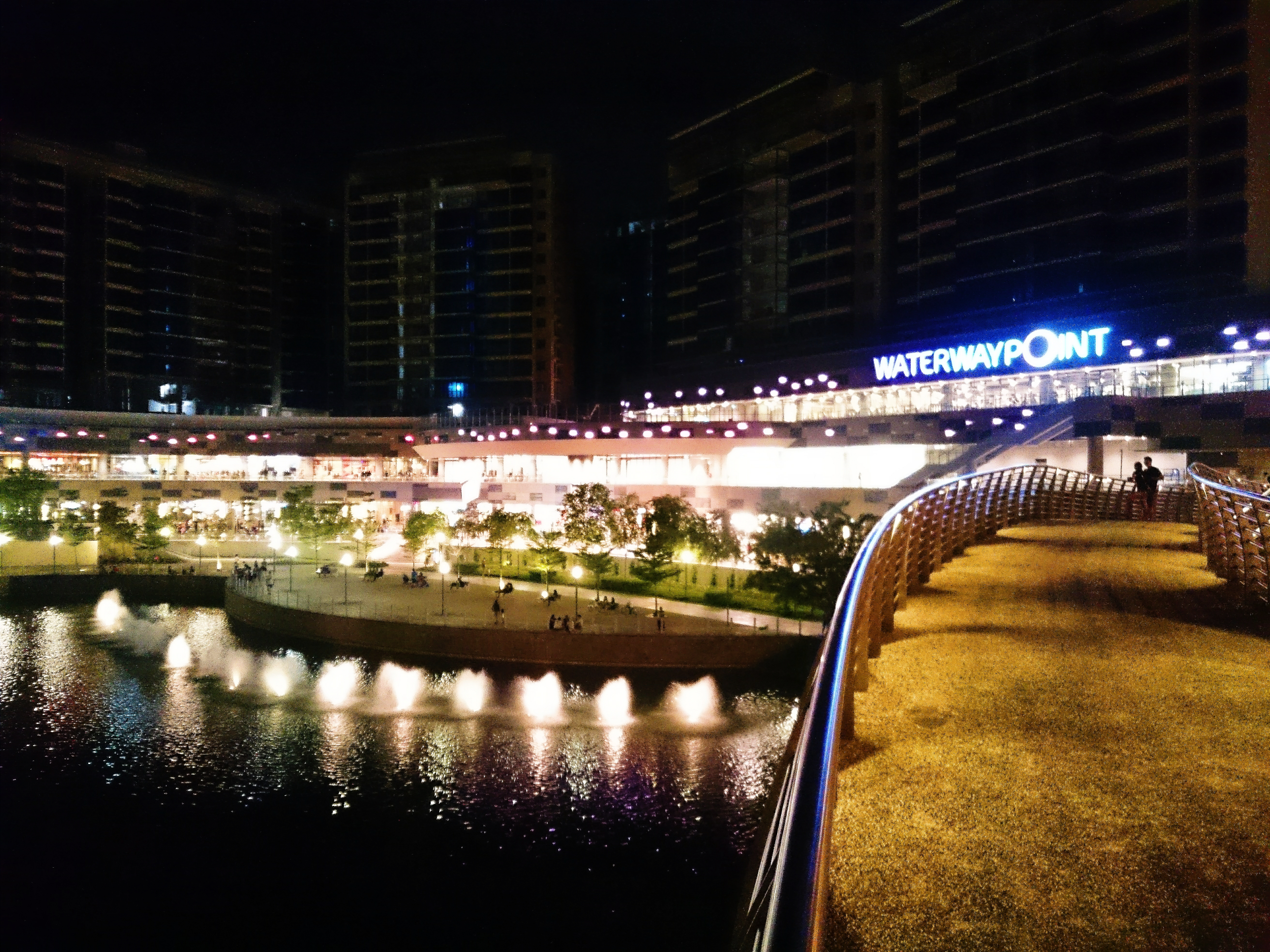
Waterway Point de noche en 2016

Ubicado junto a Punggol Waterway y la estación Punggol MRT/LRT, Waterway Point es el centro comercial más grande ubicado en Punggol New Town. Está integrado con una plaza de la ciudad y un centro de visitantes que ofrece una vía para que los residentes y el público aprendan más sobre el patrimonio de Punggol a través de exposiciones y eventos cívicos y comunitarios y también cuenta con el primer cine subterráneo y suburbano más grande de Singapur. El centro comercial tuvo un lanzamiento suave el 18 de enero de 2016, y se inauguró oficialmente el 19 de abril de ese año.
Oasis Terraces

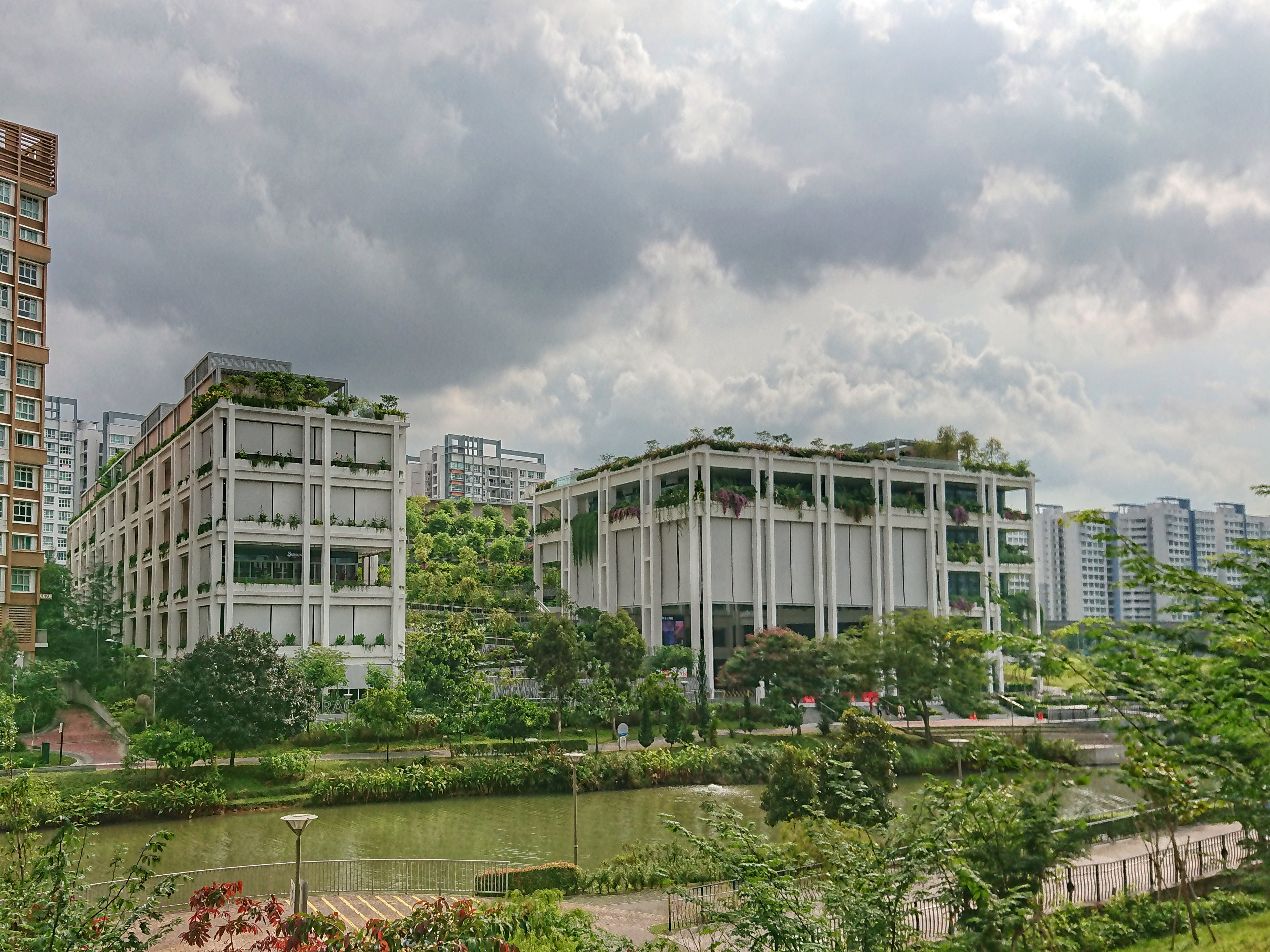
Oasis Terraces vistas desde el canal Punggol en 2018.

Oasis Terraces fue anunciado en octubre de 2015 por la Junta de Vivienda y Desarrollo (HDB) como parte de dos nuevos centros vecinales en Punggol junto a la estación LRT de Oasis, el otro es Northshore Plaza. Oasis Terraces también alberga la Policlínica Punggol, que abrió sus puertas el 24 de noviembre de 2017 y ofrece atención médica ambulatoria, rayos X, fisioterapia, servicios de podología y servicios de salud para la mujer, como detección de cáncer de cuello uterino y de mama. El centro comercial abrió sus puertas el 15 de junio de 2018.
Plaza Northshore I y II
Northshore Plaza I y II son centros comerciales gemelos construidos como parte de los centros vecinales de nueva generación por HDB, como Oasis Terraces. Northshore Plaza I abrió sus puertas el 29 de octubre de 2021; está ubicado en el distrito Northshore junto a la estación LRT Samudera y conectado a Northshore Plaza II a través de un puente de enlace que cruza Northshore Drive, mientras que Northshore Plaza II abrió sus puertas el 21 de enero de 2022.

### Instalaciones recreativas
Punggol Waterway Park

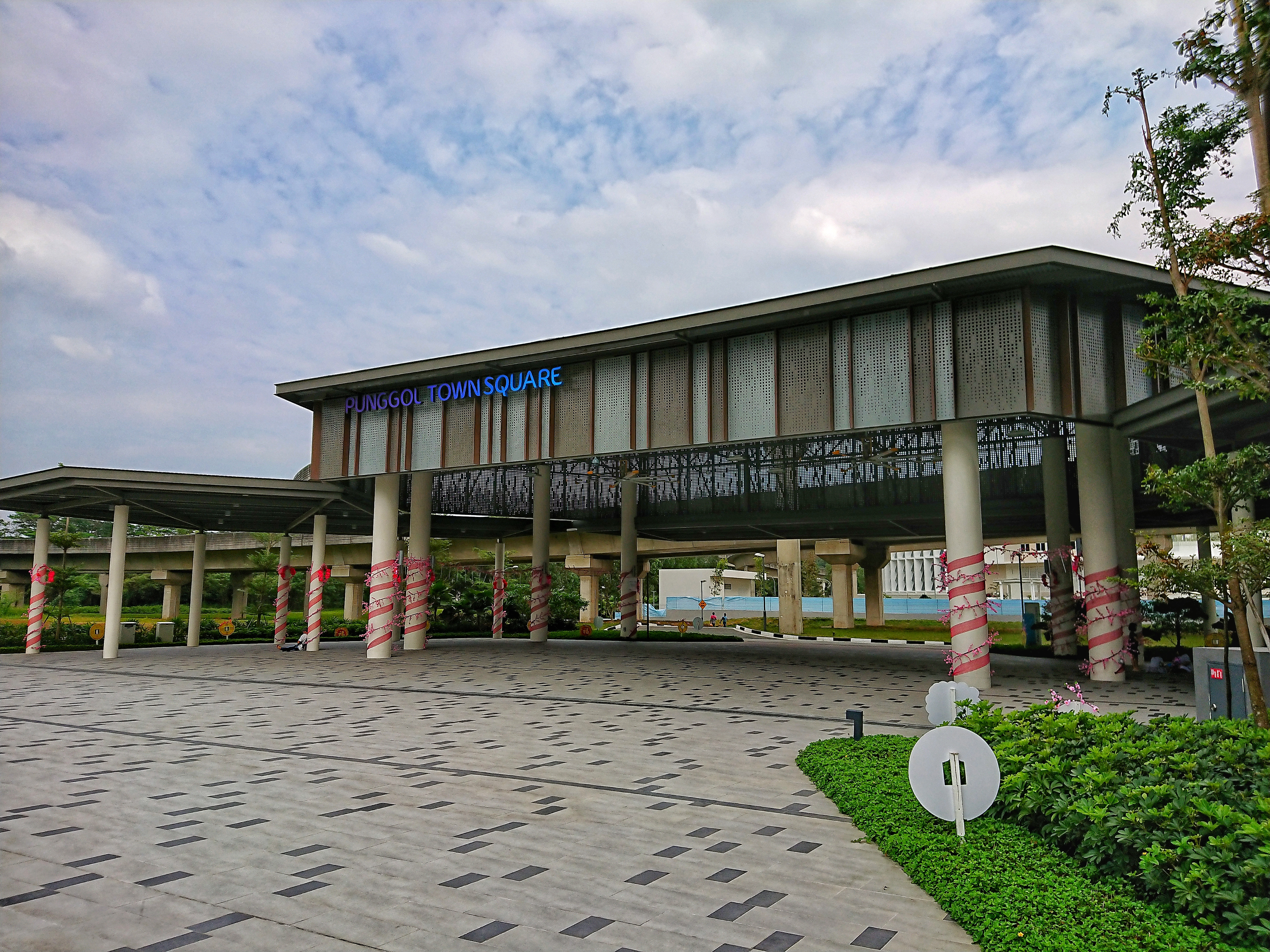
Punggol Town Square, ubicada en el centro de la ciudad de Punggol

Punggol Waterway Park es un parque fluvial ubicado a lo largo de la vía fluvial de Punggol. Inaugurado el 23 de octubre de 2011, el parque está diseñado con cuatro temas para satisfacer a los residentes de todas las edades. También ofrece a los residentes oportunidades para realizar actividades de ocio como jogging y ciclismo, que se pueden realizar a lo largo del paseo marítimo a ambos lados del canal.
SAFRA Punggol Clubhouse
Ubicado cerca de Punggol Waterway Park, al lado de la estación Sam Kee LRT en Punggol LRT West Loop, SAFRA Punggol Clubhouse es una instalación recreativa de cinco pisos. Anunciada su construcción para junio de 2014, la casa club está dirigida principalmente a hombres NS y sus familias y cuenta con un parque acuático interior y un gran centro de cuidado infantil con temática ecológica. Finalizada en 2016, la casa club alberga 10 puntos de venta de comidas y bebidas, como restaurantes temáticos, cenas al aire libre y establecimientos de servicio rápido. Entre sus otras comodidades se incluyen un gimnasio, una bolera, un karaoke y un salón para miembros. Punggol Safra se inauguró oficialmente el 24 de abril de 2016.
Punggol Regional Sports Centre
El Centro Deportivo Regional de Punggol se anunció en 2018. Fue mencionado en Vision 2030 y se inaugurará en 2023.
One Punggol
One Punggol se anunció en 2018 como Punggol Town Hub y será una instalación comunitaria integrada como Our Tampines Hub . El desarrollo tomó su nombre actual en 2021. El centro urbano de Punggol se completará a finales de 2023. Incluye la Biblioteca Regional de Punggol, un Club Comunitario y un nuevo Centro Hawker que ya está abierto y un centro de donación de sangre.
Marina Country Club
El club náutico dispone de guardería, restaurante, pub y piscinas para pesca y pesca de gambas. Solía estar conectado únicamente con una pequeña carretera desde la Decimoséptima Avenida de Punggol. Actualmente, se puede acceder a través de Northshore Walk y el servicio de autobús 384.

### Instituciones religiosas
Masjid Al Islah
Masjid Al Islah está ubicada dentro de la densamente poblada Punggol New Town, en 30 Punggol Field. La mezquita sirve a la comunidad musulmana de Punggol.
Iglesia de la Transfiguración
La Iglesia de la Transfiguración es la última iglesia católica que se ha construido en Singapur y atenderá a unos 15.000 católicos y se espera que sea una de las parroquias más grandes de Singapur.
Fo Guang Shan (Singapur)
Fo Guang Shan (Singapur) está ubicado en Punggol Place y abrió sus puertas en octubre de 2007. El edificio del templo comprende el santuario principal, un centro de visitantes, un comedor, una sala para manuscritos de sutras, un columbario, aulas multiusos, una casa de té, una terraza al aire libre, estacionamiento y otras instalaciones modernas.
Punggol Joint Temple
Punggol Joint Temple es un templo combinado construido en 2007 y está ubicado a lo largo de Tebing Lane. El complejo del templo alberga tres templos constituyentes, que son el Templo Sheng Jia, el Templo Tian Jun y Tian Ci Gong (Sociedad de Amor y Compasión). La deidad principal del Templo Sheng Jia es el Dios Mono y tiene una larga historia de más de 40 años. Todos los trabajadores de su templo trabajan voluntariamente y por libre voluntad.

### Instituciones educativas
Actualmente hay once escuelas primarias y cuatro escuelas secundarias en Punggol New Town.

Escuelas primarias
- La escuela primaria Edgefield[37] (育德小学) abrió originalmente en enero de 2001, pero no pudo atraer suficientes estudiantes para formar ni siquiera una clase. Fue inaugurado en enero de 2002.
- La escuela primaria Greendale[38] (绿苑小学),[39] fue una de las seis nuevas escuelas primarias construidas en nuevas urbanizaciones y ciudades para atender a clases de menor tamaño.
- La escuela primaria Horizon abrió sus puertas en 2010.
- La escuela Mee Toh[40][41] (弥陀学校) se mudó de Race Course Road a Punggol New Town en enero de 2005 y ahora tiene una población estudiantil de 1.800 estudiantes.
- La escuela primaria Northshore abrió sus puertas en 2021.[42]
- La escuela primaria Oasis abrió en 2016 junto con las escuelas primarias Punggol Cove y Waterway.
- La escuela primaria Punggol Cove abrió en 2016 junto con las escuelas primarias Oasis y Waterway.
- La escuela primaria Punggol Green abrió en 2013 para servir a la comunidad de Punggol West. Se encuentra en 98 Punggol Walk, al lado de Punggol Sapphire y Punggol Ripples.[43]
- La escuela primaria Punggol View, inaugurada en 2013, funciona como una escuela de sesión única para dedicar más espacio y tiempo a la educación integral.
- La escuela primaria Waterway abrió en 2016 junto con las escuelas primarias Oasis y Punggol Cove.
- La escuela primaria Valour abrió sus puertas en 2020.[42]

Escuelas secundarias
- La escuela secundaria Edgefield abrió sus puertas en 2011.
- La escuela secundaria Greendale abrió sus puertas en enero de 2006.[44]
- La escuela secundaria Punggol abrió sus puertas en 2000.
- La escuela secundaria Yusof Ishak se mudó de Bukit Batok a Punggol New Town en 2022.

Instituciones terciarias
- Instituto Tecnológico de Singapur.[45][46][47]

Escuelas internacionales
- Escuela Internacional Global India